# Beatrix von Grafschaft
Beatrix von Grafschaft († 8. Oktober 1303) war Kanonisse im Stift Meschede und von 1298 bis 1303 Äbtissin des Stifts Freckenhorst.

## Leben
Beatrix stammte aus dem Geschlecht der Edelherren von Grafschaft. Die genaue Zuordnung zur Generationenfolge der Familie ist indes nicht völlig unumstritten. Johann Suibert Seibertz hielt sie für eine Schwester von Adolf I. von Grafschaft sowie der Kanonissin Sophie in Essen (die fälschlicherweise auch als Äbtissin von Stift Essen bezeichnet wurde). Damit wäre sie eine Tochter Heinrichs von Grafschaft und eine Nichte des Abtes von Werden Gerhard von Grafschaft. Andere sehen sie der nächsten Generation zugehörig und als Schwester Widukinds I. und Krafts I.
Beatrix war zunächst Kanonissin im Stift Meschede und erscheint dort bereits 1268 in einer Urkunde der Äbtissin Agnes von Arnsberg.
Nach dem Tod der Äbtissin Jutta in Freckenhorst stand die dortige Gemeinschaft vor einem schwierigen Nachfolgeproblem, denn die Position einer Äbtissin war einer Dame aus edelfreiem Geschlecht vorbehalten, aber im Konvent selber stammte niemand aus diesem Kreis. Am 7. Mai 1298 kam es daher in Abwesenheit von Beatrix durch eine von der Gesamtheit beauftragte Gruppe von Wählern aus der Gemeinschaft der Kanonissen und der Priester von Freckenhorst zu ihrer Postulation als neue Äbtissin. Bemerkenswert ist auch, dass Beatrix wohl die erste Äbtissin in Freckenhorst war, die eine Wahlkapitulation unterzeichnen musste. Diese hatte die Wahrung des Besitzes der Kirche in Freckenhorst, die Zurückerlangung verlorener Güter und eine „ordnungsgemäße Administration“ der Damen- und Herrenpräbenden zum Inhalt. Außerdem sollten die Damenpfründen nur zusammen mit dem Konvent vergeben werden. Dasselbe galt bei der Neuvergabe von Kirchenlehen.
Nach dem Nekrolog des Stifts starb Beatrix am 8. Oktober 1303.